# کرسف
کرسف، شهری در شهرستان خدابنده استان زنجان در ایران است. زبان اهالی شهر کرسف ترکی آذربایجانی است.از مکان های گردشگر پذیر این شهر میتوان به چشمه کرسف و بیوک باغ(در ترکی به معنای باغ بزرگ)اشاره کرد.

## مردم
مردم شهر کرسف، مسلمان و شیعه هستند.مردم و اهالی این شهر به زبان ترکی آذربایجانی صحبت میکنند.

## جمعیت
بر پایه سرشماری عمومی نفوس و مسکن در سال ۱۳۹۵ جمعیت این شهر ۳٬۰۸۳ نفر (۹۶۵ خانوار) بوده‌است.